# آندره آنتوان
آندره آنتوان (فرانسوی: André Antoine‎; ۳۱ ژانویهٔ ۱۸۵۸ – ۲۳ اکتبر ۱۹۴۳) یک هنرپیشه، و کارگردان اهل فرانسه بود. در سال ۱۸۸۷ هرگز قابل تصور نبود که آندره آنتوان روزی منشأ یک انقلاب هنری شود. در این زمان آنتوان منشی ی یک شرکت گاز بود و تنها تجربهٔ تئاتری او اجرای نقش‌های سیاهی لشکر در شرکتهای حرفه یی در پاریس و نقشهای متناوبی بود که در گروهای غیرحرفه ایی بر عهده می‌گرفت. روزی که آنتوان تصمیم گرفت آثاری تازه و از جمله اقتیاسی از رمان ژاک دامور اثر زولا را تهیه کند، دوستان غیرحرفه ایی او موافقت نکردند، بنابراین به تنهایی تهیهٔ آن را بر عهده گرفت و نام گروه تازهٔ خود را تئاتر لیبر(تئاتر آزاد) گذاشت. این نخستین برنامهٔ مستقل او با موفقیت قرین شد و زولا و چهره‌های سرشناس دیکر او را تأیید کردند. دومین برنامهٔ او را منتقدان عمدهٔ تئاتر دیدند و نقدهای بلند بالایی بر آن نوشتند. بدین ترتیب پیش از پایان سال ۱۸۸۷ آنتوان مشهور شده بود. او شغل خود را در شرکت گاز ترک کرد و تا سال ۱۹۱۴ زندگی خود را وقف تهیهٔ نمایش‌های تئاتری کرد.
تئاتر لیبر عضو می‌پذیرفت و از اعضا خود حق اشتراک دریافت می‌کرد و نمایش‌های آن را تنها اعضا می‌توانستند ببینند، از این رو از ممیزی معاف بودند؛ بنابراین بسیاری از نمایشنامه‌هایی که به دست او می‌رسید آثاری بودند که مجوز نمایش در تئاترهای رسمی را نداشتند و غالباً از آثار طبیعت‌گرا بودند. تئاتر لیبر به خاطر اجرای کمدی‌های رُس (نمایش‌هایی که اصول اخلاقی رایج زمانه را نقض می‌کنند) انگشت‌نما شد.
برخی از این نمایش‌ها چنان افراطی بود که حتی برای تماشگران آزادمنش آنتوان نیز گران می‌آمدند. عرضهٔ چنین آثاری بود که طبیعت‌گرایی را مکتبی فاسد معرفی کرد، گو اینکه همین شهرت بد موجب جذب تماشاگران بیشتری می‌شد و راه را برای آزادی بیشتر در تئاترهای رسمی هموار می‌ساخت.